# 우리의 깃발은 곧 죽음
《우리의 깃발은 곧 죽음》(Our Flag Means Death)은 2022년 3월 3일부터 맥스를 통해 방영되고 있는 드라마이다.

## 출연
- 리스 다비
- 유언 브렘너
- 조엘 프라이
- 샘슨 케이오
- 네이선 포드
- 비코 오티즈
- 매슈 마
- 크리스천 네언
- 로리 키니어
- 콘 오닐
- 구스 칸
- 데이비드 파네이
- 타이카 와이티티